# Bryant G. Wood
Bryant G. Wood (n. 1936) es el director creacionista de la Asociación para los estudios bíblicos. El doctor Wood recibió atención internacional por sus estudios en la antigua Jericó, la cual es objeto de atención por la historicidad de los acontecimientos narrados en la Biblia de la captura de la ciudad por los israelitas. En adición, el doctor Wood ha escrito sobre el tema de cuándo entraron los filisteos en Canaán y ha escrito sobre los estudios arqueológicos de las ciudades bíblicas de Sodoma y Gomorra. Sus estudios sobre Jericó han traído a cuestionamiento las contundentes conclusiones de la doctora Kathleen Kenyon, aunque dicho cuestionamiento no es aceptado por la comunidad académica.
El doctor Wood estudió en la Universidad de Siracusa, graduado con un B.S. en ingeniería mecánica. Posteriormente obtuvo un M.S. en ingeniería mecánica del Instituto Politécnico Rensselaer en Troy, Nueva York. En 1973 el doctor Wood siguió estudios bíblicos y arqueológicos y recibió un M.A. en historia bíblica de la Universidad de Míchigan en 1974 y un Ph.D. en arqueología siro-palestina de la Universidad de Toronto en 1985. Doctor Wood es un especialista en cerámica cananea del Alto Bronce. Es autor de "The Sociology of Pottery in Ancient Palestine" - Sociología de la Cerámica en la antigua Palestina -, que trata sobre la difusión de la cerámica y su estilo característico durante el Bronce y la Edad del Hierro - obra publicada en 1990. También es autor de numerosos artículos sobre temas arqueológicos. Por otra parte, Wood trabaja como editor de una publicación: "BIble and Spade".

### Publicaciones
- Bryant G. Wood, "Did the Israelites Conquer Jericho? A New Look at the Archaeological Evidence," (tr.es. ¿Conquistaron los israelitas a Jericó? Una nueva mirada a las evidencias arqueológicas). Biblical Archaeology Review 16(2) (March/April 1990): 44-58.
- Bryant G. Wood, "Dating Jericho’s Destruction: Bienkowski Is Wrong on All Counts, (tr.es. Datando la destrucción de Jericó: Bienkowski está equivocado en todas las cuentas) Biblical Archaeology Review 16:05, Sep/Oct 1990
- Bryant G. Wood, The Philistines Enter Canaan (tr.es. Los filisteos entran en Canaan), Biblical Archaeology Review 17:06, Nov/Dec 1991